# بول شويرينغ
بول شويرين (بالإنجليزية: Paul T. Scheuring)‏ ولد عام 1968 وكاتب سيناريو ومخرج أمريكي الاصل واحترف كتابة الافلام والمسلسلات ومن أشهر أعماله مسلسل بريزون بريك وفيلم A Man Apart.

## روابط خارجية
- بول شويرينغ على موقع IMDb (الإنجليزية)
- بول شويرينغ على موقع ألو سيني (الفرنسية)
- بول شويرينغ على موقع أول موفي (الإنجليزية)
- بول شويرينغ على موقع قاعدة بيانات الأفلام السويدية (السويدية)
- بول شويرينغ على موقع قاعدة بيانات الفيلم (الإنجليزية)
- بول شويرينغ على موقع كينوبويسك (الروسية)